# Semoyang
Semoyang is een bestuurslaag in het regentschap Centraal-Lombok van de provincie West-Nusa Tenggara, Indonesië. Semoyang telt 6904 inwoners (volkstelling 2010).